# Стартап (Вашингтон)
Стартап (англ. Startup) — переписна місцевість (CDP) в США, в окрузі Сногоміш штату Вашингтон. Населення — 859 осіб (2020).

## Географія
Стартап розташований за координатами 47°52′1″ пн. ш. 121°44′59″ зх. д. / 47.86694° пн. ш. 121.74972° зх. д. (47.867047, -121.749598).  За даними Бюро перепису населення США в 2010 році переписна місцевість мала площу 10,82 км², з яких 10,62 км² — суходіл та 0,19 км² — водойми.

### Клімат
| Клімат : Стартап        | Клімат : Стартап | Клімат : Стартап | Клімат : Стартап | Клімат : Стартап | Клімат : Стартап | Клімат : Стартап | Клімат : Стартап | Клімат : Стартап | Клімат : Стартап | Клімат : Стартап | Клімат : Стартап | Клімат : Стартап | Клімат : Стартап |
| Показник                | Січ.             | Лют.             | Бер.             | Квіт.            | Трав.            | Черв.            | Лип.             | Серп.            | Вер.             | Жовт.            | Лист.            | Груд.            | Рік              |
| Абсолютний максимум, °C | 20,0             | 25,0             | 28,3             | 32,2             | 38,9             | 41,1             | 40,0             | 37,8             | 36,7             | 33,3             | 25,6             | 19,4             | 41,1             |
| Середній максимум, °C   | 7,4              | 10,1             | 12,3             | 15,7             | 19,2             | 21,7             | 25,0             | 25,1             | 21,9             | 16,6             | 10,9             | 7,8              | 16,2             |
| Середній мінімум, °C    | 0,5              | 1,4              | 2,3              | 4,1              | 6,7              | 9,1              | 10,3             | 10,3             | 8,4              | 5,6              | 3,1              | 1,2              | 5,3              |
| Абсолютний мінімум, °C  | −22,2            | −20              | −14,4            | −8,3             | −2,8             | −0,6             | 1,7              | 2,2              | −1,1             | −7,2             | −15,6            | −16,1            | −22,2            |
| Норма опадів, мм        | 209              | 148              | 158              | 132              | 116              | 99               | 45               | 53               | 91               | 161              | 215              | 215              | 1642             |
| Днів з опадами          | 19               | 17               | 20               | 17               | 15               | 14               | 7                | 8                | 11               | 16               | 19               | 20               | 183,0            |
| ----------------------- | ---------------- | ---------------- | ---------------- | ---------------- | ---------------- | ---------------- | ---------------- | ---------------- | ---------------- | ---------------- | ---------------- | ---------------- | ---------------- |
| Джерело:                |                  |                  |                  |                  |                  |                  |                  |                  |                  |                  |                  |                  |                  |

## Демографія
Згідно з переписом 2010 року, у переписній місцевості мешкало 676 осіб у 266 домогосподарствах у складі 174 родин. Густота населення становила 62 особи/км².  Було 292 помешкання (27/км²).
Расовий склад населення:
| - 86,5 % — білих - 2,2 % — корінних американців - 1,0 % — азіатів - 0,3 % — чорних або афроамериканців - 5,2 % — осіб інших рас |

До двох чи більше рас належало 4,7 %. Частка іспаномовних становила 7,5 % від усіх жителів.
За віковим діапазоном населення розподілялося таким чином: 21,7 % — особи молодші 18 років, 64,8 % — особи у віці 18—64 років, 13,5 % — особи у віці 65 років та старші. Медіана віку мешканця становила 42,0 року. На 100 осіб жіночої статі у переписній місцевості припадало 107,4 чоловіків;  на 100 жінок у віці від 18 років та старших — 108,3 чоловіків також старших 18 років.
Середній дохід на одне домашнє господарство  становив 37 120 доларів США (медіана — 32 011), а середній дохід на одну сім'ю — 39 465 доларів (медіана — 44 141). За межею бідності перебувало 29,2 % осіб, у тому числі 81,4 % дітей у віці до 18 років та 0,0 % осіб у віці 65 років та старших.
Цивільне працевлаштоване населення становило 187 осіб. Основні галузі зайнятості: будівництво — 32,1 %, публічна адміністрація — 16,0 %, мистецтво, розваги та відпочинок — 11,8 %, транспорт — 9,6 %.